# Stazione di Bucarest Progresul
Bucarest Gara Progresul (in italiano Stazione Il Progresso) è una stazione ferroviaria di Bucarest.
Si trova sulla linea Bucureşti-Giurgiu (la prima linea ferroviaria rumena) e serve la parte meridionale della capitale rumena e la località suburbana di Glina, nel distretto di Ilfov, sostituendo la stazione Filaret.

## Storia
La stazione di Progresul fu inaugurata il 19 novembre 1960. Inizialmente al suo posto esisteva una fermata dell'autobus, istituita nel 1953 sulla linea Filaret-Giurgiu. Il passaggio dalla fermata alla stazione avvenne tra il 1954 e il 1958, mantenendo le quattro linee lunghe 949 m.
Il traffico è stato sospeso nel 2006 a causa del crollo del ponte ferroviario sul fiume Argeș presso Grădiștea il 13 agosto 2005. Questo ha costretto un allungamento del tragitto ferroviario per Giurgiu di 58 km escludendo la stazione.
Il traffico è stato riaperto il 1 giugno 2024, dopo il completamento del nuovo ponte.

## Collegamenti
È raggiunta dal centro della città dai tram nº 7 e 25 e dagli autobus nº 116, 102 e 171.